# Mao Kunii
Mao Kunii (国井麻緒?, Kunii Mao; Sendai, 5 aprile 1996) è una ginnasta giapponese.